# Salmoneus rostratus
Salmoneus rostratus is een garnalensoort uit de familie van de Alpheidae. De wetenschappelijke naam van de soort is voor het eerst geldig gepubliceerd in 1962 door Barnard.